# Dyckia joanae-marcioi
Dyckia joanae-marcioi är en gräsväxtart som beskrevs av P.J.Braun, Esteves och Scharf. Dyckia joanae-marcioi ingår i släktet Dyckia och familjen Bromeliaceae. Inga underarter finns listade i Catalogue of Life.